# Campeonato mundial de hockey sobre patines femenino de 2010
El X Campeonato mundial de hockey sobre patines femenino se celebró en Madrid, España, entre el 25 de septiembre y el 2 de octubre de 2010. Fue organizado por el Ayuntamiento de Alcobendas, la Comunidad de Madrid y la Real Federación Española de Patinaje.
En el torneo, realizado en el Polideportivo municipal José Caballero de Alcobendas, participaron las selecciones de hockey de 16 países, repartidas en la primera ronda en 4 grupos.
La final del campeonato fue disputada por las selecciones de Argentina, campeona en tres oportunidades, y Francia, debutante en las finales tras haber disputado seis mundiales. El partido lo ganó Argentina por 5 goles a 1.
En tanto, el equipo campeón en la edición anterior del torneo y dueño de casa España, obtuvo el tercer lugar al derrotar por 3:0 al seleccionado de Alemania.

## Equipos participantes
16 seleccionados nacionales participaron del torneo, de los cuales 6 equipos eran de América, 6 eran de Europa, 2 eran asiáticos, 1 de África y 1 de Oceanía.
| Alemania  | Chile          | Francia     | México    |
| Argentina | Colombia       | India       | Portugal  |
| Australia | Estados Unidos | Reino Unido | Sudáfrica |
| Brasil    | España         | Japón       | Suiza     |

## Resultados

### Grupo A
| Equipo      | Pts | PJ | PG | PE | PP | GF | GC | Dif |
| ----------- | --- | -- | -- | -- | -- | -- | -- | --- |
| España      | 9   | 3  | 3  | 0  | 0  | 32 | 1  | 31  |
| Reino Unido | 6   | 3  | 2  | 0  | 1  | 8  | 9  | -1  |
| Suiza       | 3   | 3  | 1  | 0  | 2  | 2  | 16 | -14 |
| Japón       | 0   | 3  | 0  | 0  | 3  | 0  | 15 | -15 |

| España      | 12:0 | Japón       |
| Reino Unido | 5:1  | Suiza       |
| España      | 8:1  | Inglaterra  |
| Suiza       | 1:0  | Japón       |
| España      | 11:0 | Suiza       |
| Japón       | 0:2  | Reino Unido |

### Grupo B
| Equipo   | Pts | PJ | PG | PE | PP | GF | GC | Dif |
| -------- | --- | -- | -- | -- | -- | -- | -- | --- |
| Alemania | 9   | 3  | 3  | 0  | 0  | 26 | 2  | 24  |
| Portugal | 6   | 3  | 2  | 0  | 1  | 43 | 4  | 39  |
| India    | 3   | 3  | 1  | 0  | 2  | 10 | 33 | -23 |
| México   | 0   | 3  | 0  | 0  | 3  | 0  | 40 | -40 |

| Portugal | 2:4  | Alemania |
| India    | 10:0 | México   |
| Portugal | 21:0 | México   |
| Alemania | 13:0 | India    |
| Portugal | 20:0 | India    |
| Alemania | 9:0  | México   |

### Grupo C
| Equipo    | Pts | PJ | PG | PE | PP | GF | GC | Dif |
| --------- | --- | -- | -- | -- | -- | -- | -- | --- |
| Argentina | 9   | 3  | 3  | 0  | 0  | 24 | 0  | 24  |
| Colombia  | 6   | 3  | 2  | 0  | 1  | 9  | 8  | 1   |
| Chile     | 3   | 3  | 1  | 0  | 2  | 10 | 7  | 3   |
| Sudáfrica | 0   | 3  | 0  | 0  | 3  | 1  | 29 | -28 |

| Argentina | 3:0  | Chile     |
| Colombia  | 6:0  | Sudáfrica |
| Argentina | 6:0  | Colombia  |
| Chile     | 8:1  | Sudáfrica |
| Argentina | 15:0 | Sudáfrica |
| Chile     | 2:3  | Colombia  |

### Grupo D
| Equipo         | Pts | PJ | PG | PE | PP | GF | GC | Dif |
| -------------- | --- | -- | -- | -- | -- | -- | -- | --- |
| Francia        | 9   | 3  | 3  | 0  | 0  | 23 | 2  | 21  |
| Estados Unidos | 6   | 3  | 2  | 0  | 1  | 7  | 11 | -4  |
| Brasil         | 3   | 3  | 1  | 0  | 2  | 4  | 13 | -9  |
| Australia      | 0   | 3  | 0  | 0  | 3  | 6  | 14 | -8  |

| Francia        | 7:1 | Estados Unidos |
| Brasil         | 3:2 | Australia      |
| Francia        | 7:1 | Australia      |
| Estados Unidos | 2:1 | Brasil         |
| Francia        | 9:0 | Brasil         |
| Estados Unidos | 4:3 | Australia      |

## Fase final
|  | Cuartos de final | Cuartos de final |          |          | Semifinales  | Semifinales  |  |  | Final | Final |
|  |                  |                  |          |          |              |              |  |  |       |       |
|  |                  |                  |          |          |              |              |  |  |       |       |
|  |                  |                  |          |          |              |              |  |  |       |       |
|  | España           | 3                |          |          |              |              |  |  |       |       |
|  | España           | 3                |          |          |              |              |  |  |       |       |
|  | Portugal         | 0                |          |          |              |              |  |  |       |       |
|  | Portugal         | 0                | España   | 3        |              |              |  |  |       |       |
|  |                  |                  | España   | 3        |              |              |  |  |       |       |
|  |                  | Francia          | 4        |          |              |              |  |  |       |       |
|  | Francia          | Francia          | 4        | 4        |              |              |  |  |       |       |
|  | Francia          |                  |          | 4        |              |              |  |  |       |       |
|  | Colombia         | 1                |          |          |              |              |  |  |       |       |
|  | Colombia         | 1                | Francia  | 1        |              |              |  |  |       |       |
|  |                  |                  | Francia  | 1        |              |              |  |  |       |       |
|  |                  | Argentina        | 5        |          |              |              |  |  |       |       |
|  | Alemania         | Argentina        | 5        | 4        |              |              |  |  |       |       |
|  | Alemania         |                  |          | 4        |              |              |  |  |       |       |
|  | Reino Unido      | 1                |          |          |              |              |  |  |       |       |
|  | Reino Unido      | 1                | Alemania | 0        | Tercer lugar | Tercer lugar |  |  |       |       |
|  |                  |                  | Alemania | 0        |              |              |  |  |       |       |
|  |                  | Argentina        | 3        |          |              |              |  |  |       |       |
|  | Argentina        | Argentina        | 3        | 8        | España       | 3            |  |  |       |       |
|  | Argentina        |                  |          | 8        | España       | 3            |  |  |       |       |
|  | Estados Unidos   | 0                |          | Alemania | 0            |              |  |  |       |       |
|  | Estados Unidos   | 0                |          |          | 0            |              |  |  |       |       |
|  |                  |                  |          |          |              |              |  |  |       |       |
|  |                  |                  |          |          |              |              |  |  |       |       |

## Estadísticas
| Equipo | Equipo         | Pts | PJ | PG | PE | PP | GF | GC | Dif | Rend   |
| ------ | -------------- | --- | -- | -- | -- | -- | -- | -- | --- | ------ |
| 1      | Argentina      | 18  | 6  | 6  | 0  | 0  | 40 | 1  | +39 | 100%   |
| 2      | Francia        | 15  | 6  | 5  | 0  | 1  | 32 | 11 | +21 | 83,3%  |
| 3      | España         | 15  | 6  | 5  | 0  | 1  | 41 | 5  | +36 | 83,3%  |
| 4      | Alemania       | 12  | 6  | 4  | 0  | 2  | 30 | 9  | +21 | 66,7%  |
| 5      | Colombia       | 12  | 6  | 4  | 0  | 2  | 16 | 15 | +1  | 66,7%  |
| 6      | Reino Unido    | 9   | 6  | 3  | 0  | 3  | 15 | 18 | -3  | 50,0%  |
| 7      | Portugal       | 9   | 6  | 3  | 0  | 3  | 58 | 11 | +47 | 50,0%  |
| 8      | Estados Unidos | 6   | 6  | 2  | 0  | 4  | 10 | 37 | -27 | 33,33% |
| 9      | Chile          | 12  | 6  | 4  | 0  | 2  | 25 | 9  | +16 | 66,7%  |
| 10     | Suiza          | 9   | 6  | 3  | 0  | 3  | 14 | 20 | +6  | 50,0%  |
| 11     | Brasil         | 9   | 6  | 3  | 0  | 3  | 12 | 18 | -6  | 50,0%  |
| 12     | Japón          | 3   | 6  | 1  | 0  | 5  | 5  | 25 | -20 | 16,66% |
| 13     | Australia      | 6   | 6  | 2  | 0  | 4  | 20 | 23 | -3  | 33,33% |
| 14     | Sudáfrica      | 3   | 6  | 1  | 0  | 5  | 3  | 35 | -32 | 16,66% |
| 15     | India          | 6   | 6  | 2  | 0  | 4  | 22 | 46 | -24 | 33,33% |
| 16     | México         | 0   | 6  | 0  | 0  | 6  | 1  | 60 | -59 | 0,0%   |

- Datos: Q2954118